# Шестановаць
Шестановаць (хорв. Šestanovac) — населений пункт і громада в Сплітсько-Далматинській жупанії Хорватії.

## Населення
Населення громади за даними перепису 2011 року становило 1958 осіб. Населення самого поселення становило 426 осіб.
Динаміка чисельності населення громади:
Динаміка чисельності населення центру громади:

## Населені пункти
Крім поселення Шестановаць, до громади також входять: 
- Грабоваць
- Катуни
- Крешево
- Жежевиця

## Клімат
Середня річна температура становить 14,38 °C, середня максимальна – 27,02 °C, а середня мінімальна – 1,68 °C. Середня річна кількість опадів – 865 мм.
| Клімат поселення                              | Клімат поселення | Клімат поселення | Клімат поселення | Клімат поселення | Клімат поселення | Клімат поселення | Клімат поселення | Клімат поселення | Клімат поселення | Клімат поселення | Клімат поселення | Клімат поселення | Клімат поселення |
| Показник                                      | Січ.             | Лют.             | Бер.             | Квіт.            | Трав.            | Черв.            | Лип.             | Серп.            | Вер.             | Жовт.            | Лист.            | Груд.            |                  |
| Середній максимум, °C                         | 10,02            | 10,62            | 13,32            | 16,85            | 21,48            | 25,44            | 26,96            | 27,02            | 22,46            | 18,02            | 12,97            | 9,95             |                  |
| Середня температура, °C                       | 5,86             | 6,45             | 9,15             | 12,67            | 17,30            | 21,26            | 24,05            | 24,10            | 19,54            | 15,11            | 10,06            | 7,04             |                  |
| Середній мінімум, °C                          | 1,68             | 2,26             | 4,96             | 8,50             | 13,13            | 17,09            | 21,13            | 21,20            | 16,64            | 12,19            | 7,16             | 4,13             |                  |
| Норма опадів, мм                              | 78               | 67               | 71               | 74               | 60               | 54               | 37               | 52               | 72               | 94               | 110              | 96               |                  |
| Середньомісячна швидкість вітру, м/с          | 3.02             | 3.35             | 3.48             | 3.15             | 2.78             | 2.53             | 2.58             | 2.40             | 2.69             | 2.78             | 3.43             | 3.44             |                  |
| Середньомісячна сонячна радіація, кДж/м²·день | 5552             | 8255             | 11981            | 16327            | 20218            | 22864            | 24706            | 21707            | 16120            | 10509            | 6035             | 4699             |                  |
| --------------------------------------------- | ---------------- | ---------------- | ---------------- | ---------------- | ---------------- | ---------------- | ---------------- | ---------------- | ---------------- | ---------------- | ---------------- | ---------------- | ---------------- |
| Джерело:                                      |                  |                  |                  |                  |                  |                  |                  |                  |                  |                  |                  |                  |                  |